# خوان باتیستا آلوارادو
خوان باتیستا ولنتین الورادو ایی والیجو (Juan Bautista Valentín Alvarado y Vallejo) (زادهٔ ۱۴ فوریه ۱۸۰۹ – درگذشتهٔ ۱۳ ژوئیه ۱۸۸۲)،‏ سیاستمدار اهل کالیفرنیا بود که از ۱۸۳۷ – ۱۸۴۲ میلادی به عنوان فرماندار آلتا کالیفرنیا خدمت نمود. الورادو، قبل از آغاز دوره فرمانداری، جنبش استقلال آلتا کالیفرنیا را از ۱۸۳۶ – ۳۷ میلادی برای مدت کوتاهی رهبری می‌کرد و در این زمان توانست با موفقیت سرپرست-فرماندار نیکلاس گوتیرز را عزل، استقلال را اعلام و یک قانون اساسی و پرچم جدید بسازد، اما پس از آن با حکومت مکزیک روی موافقتنامهٔ به توافق رسید که منتج به به‌رسمیت‌شناختن فرمانداری وی و پایان جنبش استقلال گردید.

## اوایل زندگی
الورادو در مونته‌ری، آلتا کالیفرنیا از خوسی فرانسیسکو الورادو و ماریا جوسیفا والیجو زاده شد. پدربزرگ وی خوان باتیستا الورادو در ۱۷۶۹ میلادی به عنوان سرباز پیاده در ارتش اسپانیا تحت فرماندهی گاسپار دی پورتالا خدمت می‌کرد. پدر وی چند ماه پس از تولد وی درگذشت، مادرش سه سال بعد دوباره ازدواج کرده و کفالت وی را پدر بزرگ و مادربزرگ مادریش سپرد، جاییکه او با ماریانو گودالوپ والیجو بزرگ شد. آنها توسط ویلیام ادوارد پیتی هارتنیل، بازرگان انگلیسی که در مونته‌ری زندگی می‌کرد، آموزش داده شدند.
در ۱۸۲۷ میلادی، الورادوی هجده ساله به عنوان منشی مجلس قانون‌گذاری قلمرو استخدام شد. در ۱۸۲۹ میلادی، او همراه با والیجو و دوست دیگر شان به‌نام جوسی کاسترو، توسط سربازان دخیل در شورش نظامی به رهبری جواکوئین سولیس، دستگیر شدند. در ۱۸۳۱ میلادی، او برای معشوقه‌اش جولیانا فرانسیسکو رامونا یی کاستیلو که وی او را «ریموندا» می‌خواند، خانه‌ای در مونته‌ری ساخت تا در آن زندگی کند (یا به احتمال بیشتر برای خواهرش ماریا ریموندا کاستیلو). با گذشت چندین سال، این زوج حداقل دو دختر نامشروع که الورادو آنها را قبول داشت (استیفانا دل روساریو متولد ۱۸۳۴‏ و ماریا فرانسیسکو دی لا اسیسیون متولد ۱۸۳۶)‏ و چندین فرزند دیگر داشتند که وی آنها را نمی‌پذیرفت، اما الورادو هرگز با مادر آنها ازدواج نکرد. در جریان این دوره، الورادو بیش از حد به نوشیدن آغشته شد. یکی از دختران آنها مدعی شد که، ریموندا به این خاطر ازدواج با الورادو را رد کرد که او بیش از حد می‌نوشید.

### حمایت از سکولارسازی
الورادو از سکولارسازی مأموریت‌های اسپانیا در کالیفرنیا حمایت کرد. هرچند خوسی ماریا دی اچندیا دیگر فرماندار نبود، اما وظیفه نظارت از سکولارسازی مأموریت سن میگوئل را به الورادو سپرد. فرماندار جدید مانوئل ویکتوریا این فرقه را باطل اعلام نموده و تلاش نمود تا الورادو و کاسترو را دستگیر نماید. این دو نفر پا به فرا گذاشته و در نزد دوست قدیمی شان والیجو که حالا آجودانِ قلعه سن فرانسیسکو شده بود، مخفی شدند. از آنجا که ویکتوریا یک فرد مشهور نبود، اچندیا حکومت وی را سقوط داده و پیو دی جسوس پیکو را در اواخر ۱۸۳۱ میلادی جانشین وی کرد. سکولارسازی مأموریت‌ها در ۱۸۳۳ میلادی از سر گرفته شد.
در ۱۸۳۴ میلادی، الورادو به عنوان نماینده مجلس قانون‌گذاری انتخاب گردیده و همچنین به عنوان بازرس گمرک مونته‌ری گماشته شد. فرماندار خوسی فیگویرا قطعه زمینی معروف به رانچو ال سور که مساحت آن به دو لیگ یا حدود ۹٬۰۰۰ آکر (۳٬۶۰۰ هکتار) می‌رسید و در جنوب مونته‌ری واقع شده بود، را در ۳۰ اکتبر ۱۸۳۴ به الورادو اعطاء کرد.

### جنبش استقلال
پس از وفات فیگویرا در سپتامبر ۱۸۳۵، نیکلاس گوتیریز در ژانویه ۱۸۳۶ به عنوان سرپرست-فرماندار گماشته شد. پس از وی ماریانو شیکو در ماه آوریل فرماندار شد، اما فرد مشهوری نبود. مأموران اطلاعات وی برایش گفتند که شورش دیگری در کالیفرنیا در حال شکل گرفتن است، از اینرو او به مکزیک فرار کرد با این ادعا که برنامه داشت نیروهای بیشتری بر علیه کالیفرنیایی‌های استقلال‌طلب گردآوری نماید. به‌جای فراهم کردن نیرو، مکزیک وی را به‌خاطر ترک سمت خود توبیخ کرد. گوتیریز که یک فرمانده نظامی بود دوباره فرماندهی را در دست گرفت، اما کالیفرنیایی‌ها او را نیز همانند سایر فرمانداران مکزیکی پیش از وی، مجبور به فرار کردند. الورادو و کاسترو که اعضای ارشد مجلس قانون‌گذاری بودند، با حمایت سیاسی والیجو و پشتیبانی گروهی از مردمان تنسی تحت رهبری سروان آیزاک گراهام، در نوامبر ۱۸۳۶ میلادی دست به شورش زدند و گوتیریز را از کشور بیرون راندند.
کودتاچیان کالیفرنیا تحت رهبری الورادو یک قانون اساسی جدید نوشته و پرچم جدید برای خود انتخاب کردند – تنها یک ستاره سرخ در پس‌زمینه سفید، اما پس از اینکه الورادو با مکزیک صلح کرد این پرچم دیگر استفاده نشد.

## فرماندار الورادو
الورادو در سن ۲۷ سالگی به عنوان فرماندار انتصاب یافت، اما شورای شهری لس آنجلس اعتراض کردند. الورادو، کاسترو و گراهام پس از گذشت سه ماه به جنوب رفته و روی مصالحه‌ای مذاکره کردند تا از جنگ داخلی جلوگیری نمایند. با این وجود، شورای شهری سن دیگو مخالفت خود را با شورش الورادو اعلام کرد. این بار، حکومت مکزیک دخیل بود و شایعاتی وجود داشت که ارتش مکزیک آماده دخالت است. با این همه، الورادو توانست بار دیگر مصالحه نموده و صلح را حفظ کند.
با وجود این مصالحه، مکزیک پیمان‌شکنی نموده و کارلوس آنتونیو کاریلو، فرد بسیار معروف در میان مردمان جنوب، را در ۶ دسامبر ۱۸۳۷ به عنوان فرماندار منتصب نمود. این بار اما جنگ داخلی آغاز گردیده و پس از چندین نبرد، کاریلو از کالیفرنیا اخراج شد. مکزیک در نهایت تسلیم شده و الورادو را به عنوان فرماندار به رسمیت شناخت.
الورادو در ۲۴ اوت ۱۸۳۹ با دونا مارتینو کاسترو در سانتا کلارا ازدواج کرد، اما او در مراسم ازدواج خودش شرکت نکرد و برادر ناتنیش خوسی آنتونیو استرادا را به‌جای خود فرستاد. هرچند وی ادعا کرد که در مونته‌ری درگیر کارهای رسمی بود، اما شایعه شد که او خیلی مست بود و از اینرو نمی‌توانست در مراسم شرکت کند. پس از ازدواج، الورادو با همسرش در مونته‌ری زندگی می‌کرد، اما همزمان رابطه خود با معشوقه‌اش ریموندا که در نزدیکی وی زندگی می‌کرد را نیز حفظ کرد.
فرایند سکولارسازی مأموریت‌ها تقریباً در مراحل نهایی قرار داشت و در همین ایام بود که الورادو بیشتر زمین‌های آن‌ها را از طریق اعطای زمین به کالیفرنیایی‌های مشهور بخشش کرد. هرچند وی هیچ قطعه زمینی برای خود نگرفت، با این وجود، او ملک خود رانچو ال سور را با ملک جان بی.آر. کوپر به‌نام رانچو بوسلا دل پوتریتو مبادله کرد و چندی بعد دوباره آنرا به کوپر بفروش رساند. او ملکی به‌نام رانچو ال الیسال در نزدیکی سالیناس را در ۱۸۴۰ میلادی از مربی اسبق خود ویلیام هارتنیل خریداری کرد.
در آوریل ۱۸۴۰، گزارشی از شورش برنامه‌ریزی‌شده علیه الورادو توسط گروهی خارجی‌ها به رهبری متحد سابق آیزاک گراهام، فرماندار را وادار نمود تا امر دستگیری و تبعید آنها به مکزیکوسیتی برای محاکمه را صادر نماید. هرچند، آنها درنهایت در ژوئن ۱۸۴۱ میلادی از تمامی اتهام‌ها تبرئه شدند. همچنین در ۱۸۴۱، رهبران سیاسی ایالات متحده در حال اعلام دکترین مانیفست سرنوشت خود بودند، چیزی که به شدت نگرانی کالیفرنیایی‌ها را در مرد نیات آنها افزایش داد. والیجو با کاسترو و الورادو رایزنی نموده و توصیه نمود که برای استحکام کنترل نظامی بر کالیفرنیا، مکزیک باید نیروهای تقویتی بیشتر بفرستد.

## تنش‌ها میان کالیفرنیای شمالی و جنوبی
در واکنش به این رویداد، رئیس‌جمهور مکزیک آنتونیو لوپز دو سانتا آنا، سرتیپ مانوئل میچلتورنیا را همراه با ۳۰۰ مرد در ژانویه ۱۸۴۲ به کالیفرنیا فرستاد. میچلتورنیا قرار بود سمت فرمانداری و فرماندهی ارتش را در دست گیرد. در ماه اکتبر همان سال، قبل از اینکه میچلتورنیا به مونته‌ری برسد، کمودور آمریکایی توماس اپ کاستبی جونیز به اشتباه تصور کرد که جنگ میان ایالات متحده و مکزیک آغاز شده‌است. او از طریق دریا خود را به جزیره مونته‌ری رساند و درخواست نمود تا پادگان مونته‌ری تسلیم داده شود. نیروهای میچلتورنیا هنوز هم در جنوب بودند و تعداد نیروهای پادگان مونته‌ری در مقابل کمودور خیلی اندک بود. الورادو بالاجبارً تسلیم شده و به رانچو ال آلیسال رفت. روز بعد کمودور از اشتباه خود واقف شد، اما الورادو از بازگشت به سمت خود انکار نموده و از کمودور خواست تا با میچلتورنیا صحبت نماید.
میچلتورنیا بالاخره به مونته‌ری رسید اما قادر به کنترل نیروهای خود نبود، چون تعدادی از آنها مجرمین بودند. این کار شایعاتی مبنی بر شورش را گرمتر کرد و تا ۱۸۴۴ الورادو با گروه ناراضی همراه شد، چیزی که میچلتورنیا را مجبور کرد تا فرمان دستگیری وی را صادر کند. مدت توقیف او خیلی کوتاه بود، چون به میچلتورنیا دستور داده شده بود تا گروه بزرگی را تنظیم نموده و آماده جنگ با ایالات متحده شود. برای این مأموریت، تمامی دستان باید یکی می‌شدند.
اما آزادی وی برای میچلتورنیا نتیجه برعکس داشت، چون گروهی از کالیفرنیایی‌ها به رهبری مانوئل کاسترو در ۱۴ نوامبر ۱۸۴۴ بر علیه حکومت مکزیک شورش کردند. خوسی کاسترو و الورادو فرماندهی نیروها را بر عهده داشتند. طبال کاسترو به‌نام خوان 'تامبرو' هیگویرا در جریان تصرف سربازخانه‌ها در لس آنجلس کشته شد و احتمالاً تنها کالیفرنیایی بود که به قتل رسید. طرفین روی یک آتش‌بس به توافق رسیده و میچلتورنیا رضایت داد تا نیروهای مجرم خود را مرخص نماید. میچلتورنیا پیمان‌شکنی کرد و این بار جنگ به شدت آغاز شد. شورشیان در فوریه ۱۸۴۵ در نبرد پروودنسیا که در نزدیکی رود لس آنجلس رخ داد برنده شدند و میچلتورنیا و نیروهای وی کالیفرنیا را ترک کردند.
پیو پکو به عنوان فرماندار لس آنجلس انتصاب یافته و خوسی کاسترو فرمانده کل نظامی شد. بعدها، الورادو به عنوان عضو کنگره مکزیک انتخاب گردید. او آماده نقل مکان به مکزیکوسیتی شد، اما تأمین مالی نقل مکان وی را رد کرد و در نتیجه روابط میان کالیفرنیای شمالی و جنوبی بدتر شد.
جان سی. فرمونت در اوایل ۱۸۴۶ به مونته‌ری رسید. کاسترو که از تهاجم بیگانه هر آسان شده بود، شبه‌نظامیان خود را گردهم آورده و الورادو به عنوان فرمانده دوم گماشت، اما فرمونت به سمت شمال به اورگن رفت. وضعیت سیاسی متزلزل میان در مکزیک به روابط میان کالیفرنیایی‌ها صدمه زد و به نظر می‌رسید که جنگ داخلی میان شمال و جنوب در شرف وقوع است.